# Łukasz Obrzut
Łukasz Eugeniusz Obrzut (ur. 31 sierpnia 1982 w Jędrzejowie) – polski koszykarz występujący na pozycji środkowego.
Na Uniwersytecie Kentucky uzyskał tytuł magistra socjologii.
W 2007 roku wziął udział w obozie szkoleniowym zespołu NBA – Indiana Pacers. W sezonie 2008/2009 bronił barw Sportino Inowrocław. Od 2009 występuje w Bluegrass Stallions.

## Osiągnięcia
NCAA
- Uczestnik:
  - rozgrywek Elite Eight turnieju NCAA (2005)
  - turnieju NCAA (2004–2007)
- Mistrz:
  - turnieju konferencji Southeastern (SEC – 2004)
  - sezonu regularnego konferencji SEC (2005)

Indywidualne
- Uczestnik meczu gwiazd ABA (2010)[2]
- Zaliczony do III składu ABA (2010)[3]

Reprezentacja
- Uczestnik kwalifikacji do mistrzostw Europy U–18 (2000)[4]

## Statystyki podczas występów w PLK
- Sezon 2008/2009 (Sportino Inowrocław):  25 meczów (średnio 5,5 punktu oraz 3,7 zbiórki w ciągu 18,2 minuty)